# Alejandro Graue
Alejandro Graue (Buenos Aires, 20 de abril de 1986) es un actor de doblaje y locutor argentino. Es conocido por doblar a Schuyler Tate en la serie Power Rangers S.P.D. y alcanzó la fama internacional tras hacer la voz de Dipper Pines en Gravity Falls y todos los doblajes de Ross Lynch en Disney Channel. También es actor de teatro y comedia musical. Ha grabado tanto en español rioplatense como neutro, inglés y portugués.

## Biografía
Nacido en el barrio de Belgrano, Ciudad de Buenos Aires el 20 de abril de 1986, conoció el mundo del doblaje a los siete años tras reconocer a Mario Castañeda, voz del personaje Gokū de Dragon Ball Z, realizando otro papel. A los 19 años y luego de abandonar la carrera de Diseño de Imagen y Sonido en la Universidad de Buenos Aires, realizó un curso de doblaje en la escuela de comunicación éter. En el año 2005 obtuvo su primer papel protagónico como "Sky Tate" en Power Rangers S.P.D.. Luego realizó cursos de teatro en inglés y canto, recorriendo el interior de Argentina y el mundo. En 2012 con los papeles de "Dipper Pines" en Gravity Falls y "Austin Moon" en Austin y Ally obtuvo el reconocimiento internacional, lo que le permito participar en convenciones y brindar cursos de doblaje para principiantes. En 2014 se graduó de Locutor Nacional en el Instituto Superior de Enseñanza Radiofónica (ISER).
En 2016 publicó su primera historieta, el manga "Newen y la Leyenda del Mate de Oro", ambientada en la historia de un niño mapuche que vive con su abuela, la que lo lanza a la aventura de buscar el mate de oro.

## Filmografía

### Anime
- Yo-Kai Watch - Nathan Adams
- Sonic X - Voces adicionales

### Series animadas
- Motorcity - Mike
- Mini Beat Power Rockers-Presentación de episodio y epílogo (voces)
- Biper y sus amigos
- Galaxia Wander - Comandante Peepers (segunda voz)
- Gravity Falls - Dipper Pines
- Pecezuelos - Auriculares Joe
- A de Asombroso - Chet
- Doctora Juguete - Friolín
- Ultimate Spider Man - Nova
- El Mundo Surrealista de Any Malu - Willen
- Los Schlaks - Bobak
- Dibo, el dragón de los deseos - Voces adicionales
- Pucca - Voces adicionales
- Los 7e- Lord Startchbottom
- Wolverine y los X-Men - Voces adicionales
- Pickle y maní - Efectos especiales (voz con eco)
- Los creadores - Dr. Testa/Supervisor Rocka

### Películas animadas
- La princesa encantada: Una navidad - Voces adicionales

Lucky,el patito con suerte:-lucky

### Películas
Ryne Sanborn

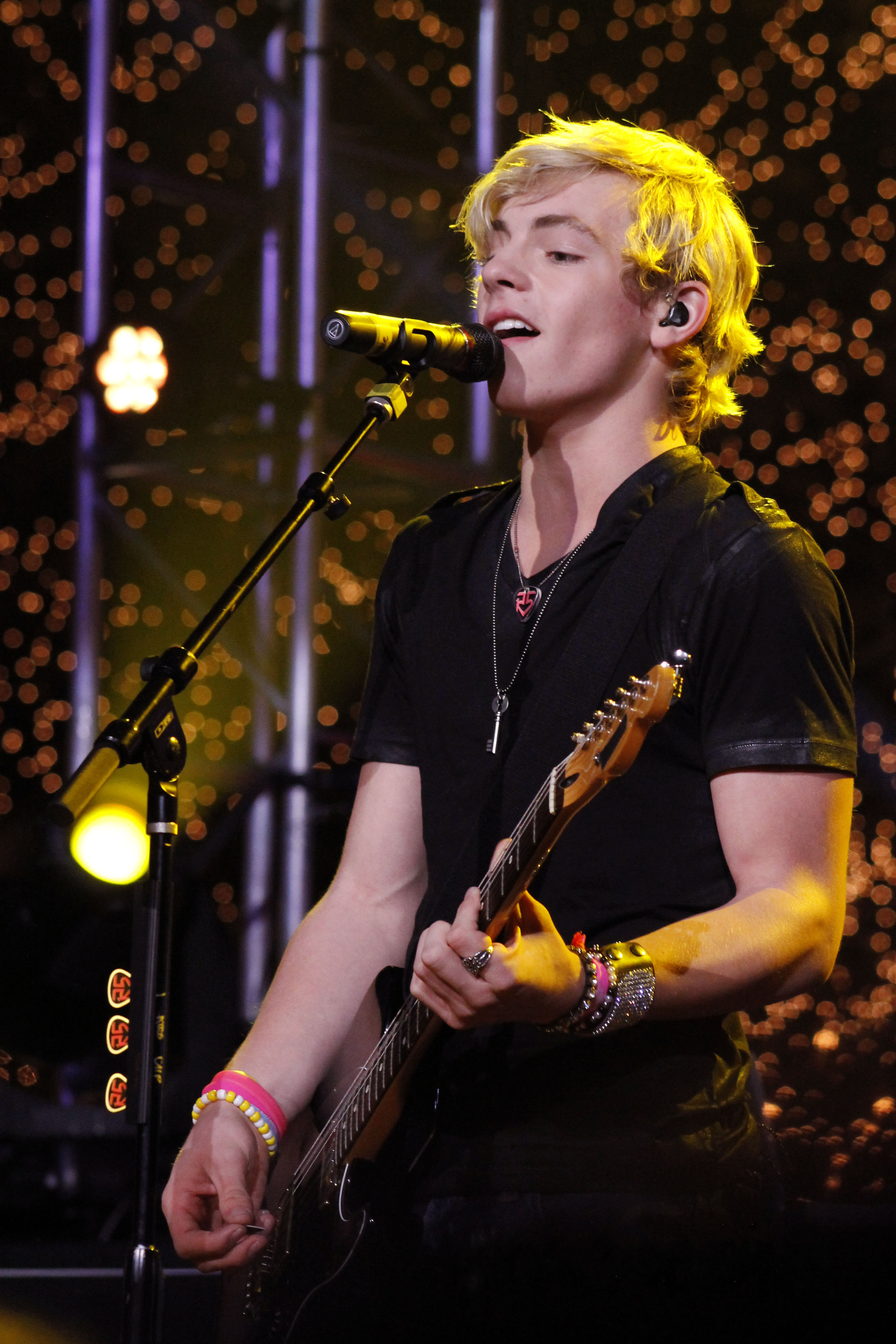
Graue ha doblado recurrentemente a Ross Lynch.

- Jason Cross - High School Musical
- Jason Cross - High School Musical 2
- Jason Cross - High School Musical 3

Ross Lynch
- Brady - Teen Beach Movie
- Brady - Teen Beach 2
- Florista - Muppets Most Wanted

Michael Cera
- El mismo - This Is the End

Joseph Mazzello
- Dustin Moskovitz - The Social Network

Nicholas Hoult
- R - Mi novio es un zombi

Otros personajes:
- Diario de una adolescente - Lenny Bartlett (Nick Whitaker)
- Ghost of Tsushima - (Jin Sakai)
- Insanitarium - Jack (Jesse Metcalfe)
- Los Exploradores del Cielo - Naofumi Tokino
- Besouro - Quero Quero
- High School Musical China - Poet
- Winter of Frozen Dreams - Jerry Davies
- La Balada del Pistolero - Right Hand
- Gone - Jim
- Mi novio es un zombi - R (Nicholas Hoult)
- Los 3 - Cazé
- Catfish - Yaniv Schulman
- La chica de mis sueños (2010) - Nick Twisp / Francois Dillinger (Michael Cera)
- Los Diez Mandamientos Parte I y II - Aarón
- Almas condenadas - Bug (Max Thieriot)
- Un asesino en la escuela - Clapton Davis (Josh Hutcherson)
- Casino Jack - Adam Kidan (Jon Lovitz)
- Lola contra el mundo - Henry (Hamish Linklater)
- Love Bites (1993) - Zachary Simms (Adam Ant)
- Dos Coelhos - Clayton
- Pixelada perfecta - Voces adicionales
- Alice al revés - Voces adicionales
- Takers - Voces adicionales
- High School Musical Brasil - Voces adicionales
- Piraña 3D - Voces adicionales
- The Girl with the Dragon Tattoo - Voces adicionales
- Capote - Voces adicionales

### Series de televisión
- Austin & Ally - Austin Moon
- Jessie - Tony
- Power Rangers S.P.D. - Schuyler "Sky" Tate / S.P.D. Ranger Azul
- Supah Ninjas - Owen Reynolds
- The Big C - Adam
- Hatfields & McCoys - Johnson Hatfields
- Los ángeles de Charlie - John Bosley
- Jessie - Tony (Chris Galya)
- Ugly Betty - Henry Grubstick
- Moby Dick - Flask
- Dinosaurios - Varios
- Las aventuras de Bucket y Skinner - Blake
- Once Upon a Time - Príncipe Phillip
- The Night Shift - Dr. Thomas Charles "TC" Callahan
- The Walking Dead - Sean / Milton Mamet (Dallas Roberts)
- Breaking Bad - Dennis Markowski
- Galactik Football - Rocket
- Sangre Fría - Nahuel Pérez Biscayart (neutro)
- Viajeros del Tiempo - Luis
- Cautiva - Calvin
- Power Rangers Jungle Fury - Voces adicionales
- Phil del futuro - Voces adicionales
- Almas perdidas - Voces adicionales
- Justified - Voces adicionales
- Mad Men - Voces adicionales
- No Ordinary Family - Voces adicionales
- Pan Am - Voces adicionales
- Franklin & Bash - Voces adicionales
- Slugterra - Voces adicionales
- Escuelas Chinas - Voces adicionales
- Jake & Blake - Voces adicionales
- Tower Prep - Voces adicionales
- Design Match - Conductor
- Extreme Peril - Narrador
- Los Hermanos Howe - Josh
- La Ira de Dios - John Rennie
- The Ultimate Fighter - Rob / Nate / Voces adicionales
- LA Ink. - Jeff Ward
- Storm Chasers - Mike Theiss
- Las Matemáticas del Caos - Narrador
- Acomplejados - Dr. Christian Jessen
- 72 Horas - Mad Mike -->
- S.W.A.T - Jim Street